# 15548 Kalinowski
15548 Kalinowski este un asteroid din centura principală de asteroizi.

## Descriere
15548 Kalinowski este un asteroid din centura principală de asteroizi. A fost descoperit pe 4 martie 2000 în cadrul proiectului CSS. Asteroidul prezintă o orbită caracterizată de o semiaxă mare de 2,22 ua, o excentricitate de 0,09 și o înclinație de 5,0° în raport cu ecliptica.